# Aeroporto Internacional Piloto Civil Norberto Fernández
O Aeroporto Internacional Piloto Civil Norberto Fernández (IATA: RGL, ICAO: SAWG) serve a cidade de Río Gallegos, província de Santa Cruz, Argentina. Está localizado a 4,5 km do centro de Río Gallegos. O aeroporto tem uma área de 1550 hectares e é operado pela Aeropuertos Argentina 2000 S.A.
O aeroporto tem 149750 m² de pistas,  2285 m² de terminal e 2187 m² de hangares. Foi construído em 1964 e sua pista foi inaugurada em 1972 com um voo de um Caravelle da Aerolíneas Argentinas. Tem a maior pista de pouso do país.

## Terminal
| Companhias            | Destinos                                                                                                   |
| --------------------- | --- |
| Aerolíneas Argentinas | Buenos Aires, Ushuaia                                                                                      |
| Aerovías DAP          | Puerto Natales, Punta Arenas                                                                               |
| LADE                  | Comodoro Rivadavia, El Calafate, Puerto Deseado, Puerto San Julián, Puerto Santa Cruz, Rio Grande, Ushuaia |
| LAN Airlines          | Punta Arenas, Santiago, Stanley                                                                            |
| LAN Argentina         | Buenos Aires                                                                                               |